# 413年
| 千纪： | 1千纪 |
| 世纪： | 4世纪 \| 5世纪 \| 6世纪 |
| 年代： | 380年代 \| 390年代 \| 400年代 \| 410年代 \| 420年代 \| 430年代 \| 440年代                                                                              |
| 年份： | 408年 \| 409年 \| 410年 \| 411年 \| 412年 \| 413年 \| 414年 \| 415年 \| 416年 \| 417年 \| 418年                                                        |
| 纪年： | 癸丑年（牛年）；东晋义熙九年；后秦弘始十五年；北魏永兴五年；北凉玄始二年；西涼建初九年；北燕太平五年；夏龍昇七年，凤翔元年；南凉嘉平六年；西秦永康二年 |

## 大事记
- 希波的奧古斯丁開始寫作《上帝之城》，至426年完成。
- 夏王赫連勃勃下令修築夏國都城统万城。
- 晉滅譙蜀之戰，劉裕派朱齡石攻陷成都，譙蜀亡。
- 劉裕向晉安帝請申“庚戌之制”，除居南徐州、南兗州、南青州三州在晉陵郡界內者不在土斷之例外，其餘皆實行“依界土斷”，自此僑置郡縣多被裁省，史稱義熙土斷。

## 逝世
- 譙縱，十六國時期譙蜀國建立者。